# Nippon Kaiji Kyokai
Ниппон Кайдзи Кёкай (англ — Nippon Kaiji Kyokai, яп 一般財団法人日本海事協会) — классификационное общество судов. Также известно, как «ClassNK» . ClassNK является некоммерческой неправительственной организацией, основными целями которой являются обеспечение безопасности морских перевозок, а также предотвращение загрязнения морской среды.

## Основные виды деятельности
ClassNK предлагает широкий спектр услуг, таких как классификация судов, статутные обследования и сертификация от имени государств флага на основе как международных конвенций, кодексов, национальных законов, так и собственных правил и положений Класса. Также общество осуществляет услуги по оценке и сертификации систем управления безопасностью судовладеющих компаний, а также систем качества судостроителей и связанных с ними производителей в качестве независимой третьей стороны. ClassNK также осуществляет услуги по оценке, консультированию и надзору как морских проектов, так и сухопутных проектов.

### Услуги, связанные с классификацией судов
- Утверждение поставщиков услуг, производителей и методов производства
- Проверка материалов и оборудования.
- Обследование и регистрация оборудования и техники новых судов
- Обследование и регистрация судов и морских сооружений во время постройки
- Обследование и осмотр судов, морских сооружений и связанных с ними объектов в эксплуатации

### Уставные услуги
- Мероприятия, связанные с сертификацией грузовых контейнеров
- Оценка погрузки зерна
- Назначение надводного борта
- Назначение пределов нагрузки для грузового оборудования
- Аудит и сертификация систем управления безопасностью на основе Кодекса ISM
- Уставные услуги по обследованию и сертификации на основе SOLAS, ILLC, MARPOL и других международных конвенций и кодексов от имени государственных администраций флага

### Услуги по оценке и регистрации
- Оценка и регистрация систем экологического менеджмента на основе стандартов ISO14001
- Оценка и регистрация систем качества на основе ряда стандартов качества ISO9000
- Технические услуги
- Оценка и сертификация судов и морских сооружений
- Услуги по тестированию, исследованиям и компьютерному анализу
- Инспекция и сертификация не морского оборудования и оборудования
- Техническое консультирование судов и морских структур
- Услуги по измерению и сертификации тоннажа

ClassNK является одним из семи членов-основателей Международной ассоциации классификационных обществ (MAKO).